# Fabiana da Silva Simões
Fabiana da Silva Simões, genannt Fabiana bzw. Fabiana Baiana (* 4. August 1989 in Salvador) ist eine brasilianische Fußballspielerin.

## Karriere

### Vereinsfußball
Sie begann ihre Karriere beim America FC in Rio de Janeiro. Nach diversen Stationen in Brasilien, den USA und Russland, wechselte sie 2014 zum schwedischen Erstligisten Tyresö FF. Nach einigen Monaten wechselte sie allerdings zurück nach Brasilien. Sie spielte von Juli 2017 bis 2018 für den FC Barcelona in Spanien. Danach wechselte sie auf eigenen Wunsch nach China zu Wuhan Zall. Der Vertrag erhielt eine Laufzeit über 1,5 Jahre. Im März 2019 ging Fabiana vorzeitig wieder nach Brasilien, wo sie einen Kontrakt beim SC Internacional unterzeichnete.

### Nationalmannschaft
Fabiana kam am 13. November 2006 gegen Peru erstmals in der Nationalmannschaft zum Einsatz. Davor war sie bei der U-20-Frauen-Weltmeisterschaft 2006 zum Einsatz gekommen. Sie wurde bei zwei Weltmeisterschaften (2011 und 2015) eingesetzt.
| Länderspieltore |       |            |           |            |       |          |                              |
| Tor             | Spiel | Datum      | Ort       | Gegner     | Stand | Endstand | Anlass                       |
| #1              | 23    | 11.12.2011 | São Paulo | Chile      | 4:0   | 4:0      | Torneio-Internacional 2011   |
| #2              | 32    | 09.12.2012 | São Paulo | Portugal   | 2:0   | 4:0      | Torneio-Internacional 2012   |
| #3              | 35    | 19.12.2012 | São Paulo | Dänemark   | 2:0   | 2:2      | Torneio-Internacional 2012   |
| #4              | 40    | 25.09.2013 | Savièse   | Mexiko     | 1:0   | 4:0      | Valais Cup 2013              |
| #5              | 49    | 12.09.2014 | Loja      | Bolivien   | 6:0   | 6:0      | Südamerikameisterschaft 2014 |
| #6              | 50    | 14.09.2014 | Ambato    | Paraguay   | 4:1   | 4:1      | Südamerikameisterschaft 2014 |
| ET              | 63    | 22.07.2015 | Hamilton  | Mexiko     | 1:1   | 2:4      | Pan Am 2015                  |
| #7              | 64    | 25.07.2015 | Hamilton  | Kolumbien  | 4:0   | 4:0      | Pan Am 2015                  |
| #8              | 84    | 19.09.2017 | Melbourne | Australien | 1:0   | 2:3      | Freundschaftsspiel           |

## Erfolge
Nationalmannschaft:
- Südamerikameisterin: 2014
- Olympische Sommerspiele 2008: Silbermedaille
- U-20-Fußball-Weltmeisterschaft der Frauen 2006: dritter Platz

Verein:
- CONMEBOL Copa Libertadores: 2013
- Russische Meisterin: 2012
- Katalanische Pokalsiegerin: 2017
- Staatsmeisterin von Rio de Janeiro: 2024
- Staatsmeisterin von Rio Grande do Sul: 2019, 2020, 2021

## Auszeichnungen
- Prêmio Craque do Brasileirão Auswahlmannschaft: 2019[6]